# HD18866
HD18866 — хімічно пекулярна зоря спектрального класу A4, що має видиму зоряну величину в смузі V приблизно  5,0.
Вона  розташована на відстані близько 313,6 світлових років від Сонця.